# Hotegali, Karwar
Hotegali là một làng thuộc tehsil Karwar, huyện Uttar Kannad, bang Karnataka, Ấn Độ.